# Hispania citerior

Römische Provinzen

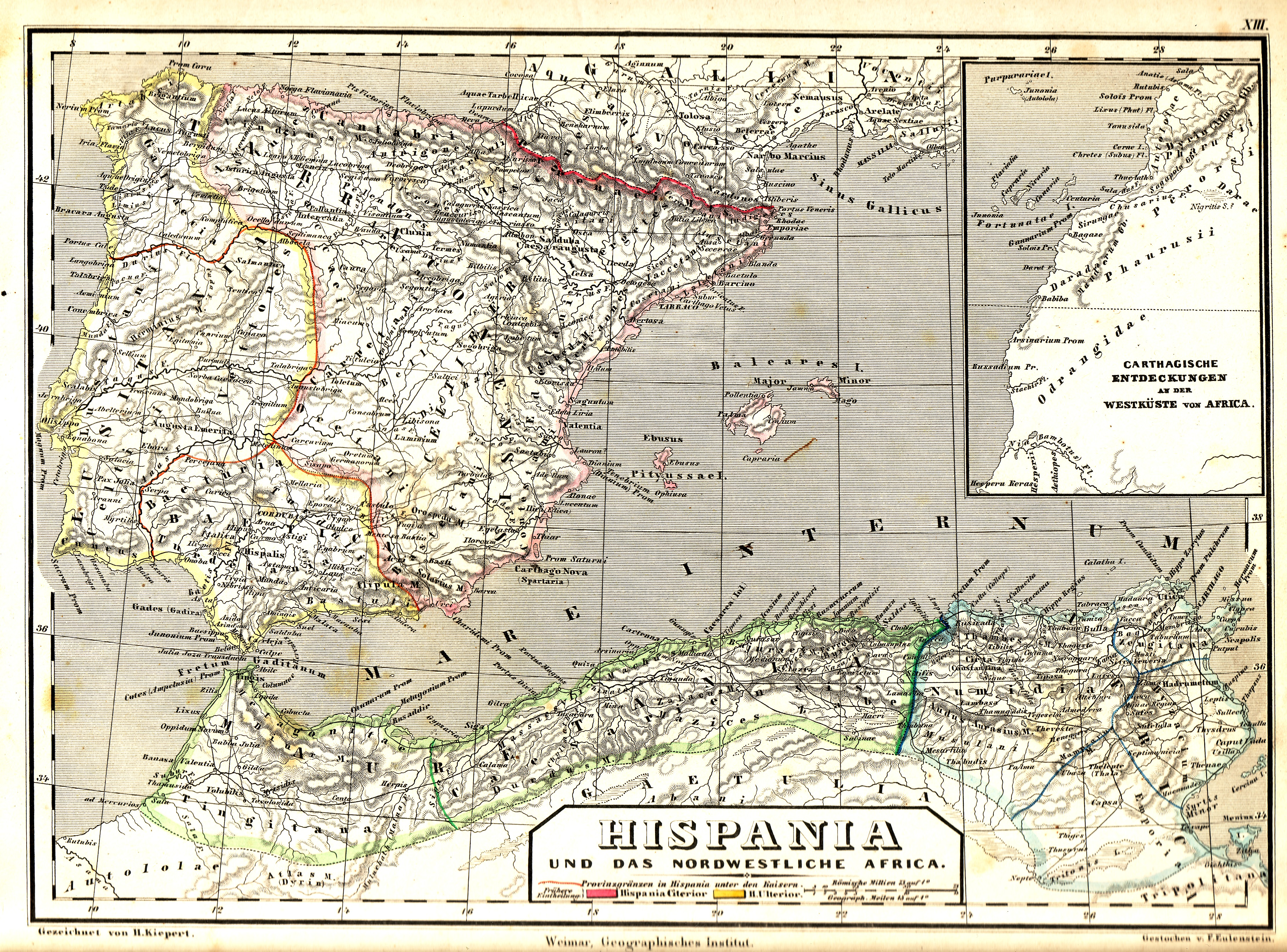
Die Karte zeigt Hispanien mit den Provinzen Hispania citerior und Hispania ulterior, nach Heinrich Kiepert, 1861

Hispania citerior („das näherliegende Hispanien“) oder diesseitiges Hispanien ist der Name einer der beiden Provinzen, in welche die Römer im Jahr 197 v. Chr. den damals von ihnen beherrschten Teil der Iberischen Halbinsel aufteilten.
Die andere Provinz war die Hispania ulterior (deutsch „das weiter entfernte Hispanien“ oder „jenseitiges Hispanien“). Die Hispania ulterior umfasste den Süden und Westen, die Hispania citerior den Osten. Der Nordwesten (das Gebiet zwischen dem westlichen Ende der Pyrenäen und Galicien sowie Nordportugal) wurde nur langsam von den Römern erobert; erst Caesar und Augustus vollendeten die Unterwerfung der dortigen Völker. Der Nordwesten einschließlich Nordportugal bis zum Fluss Douro, dessen Unterlauf westlich von Zamora die Provinzgrenze bildete, wurde nach seiner Eroberung in die Hispania citerior eingegliedert. Provinzstatthalter war ein Propraetor.
Unter dem Prinzipat Augustus’ wurde die Hispania citerior eine kaiserliche Provinz. Da der Sitz des Statthalters in Tarraco war, dem heutigen Tarragona in Katalonien, begann man diese Provinz in der Kaiserzeit Hispania Tarraconensis zu nennen. Die offizielle Bezeichnung in der Titulatur der Statthalter war aber weiterhin Hispania citerior.
Für die weitere Geschichte der Provinz siehe Tarraconensis.
Die bedeutendsten Städte der Hispania citerior waren in republikanischer Zeit Tarraco und Carthago Nova (Cartagena). In der älteren Forschung wurde vermutet, dass ursprünglich Carthago Nova der Statthaltersitz war und erst Augustus dies zugunsten von Tarraco änderte; nach neuerem Forschungsstand war aber wohl von Anfang an Tarraco der Amtssitz. 
Zu den wichtigen Städten der Provinz gehörten ferner Saguntum (Sagunto nördlich von Valencia) und Ilerda (Ilerda) und südlich der heutigen Stadt Lleida im Landesinneren.